# Šolta (eiland)
Šolta is een betrekkelijk klein eiland gelegen in de Adriatische Zee en behorend tot Dalmatië (Kroatië). Het eiland ligt ten westen van het eiland Brač, ten oosten ligt het eiland Drvenik Vekki en in het zuidoosten Hvar. In het noorden ligt de stad Split op het vasteland. Šolta is het 13e grootste eiland van Kroatië en behoort tot de Midden-Dalmatische eilanden. Het eiland ligt 10,7 km van het vasteland verwijderd. Šolta heeft een oppervlakte van 52 km². Het eiland vormt de gemeente Šolta.

## Landschap
Šolta heeft minder bekendheid dan de meeste andere eilanden van Kroatië maar is zeker niet minder mooi. Šolta kent tal van baaien en inhammen.

### Economie
De landbouw is de belangrijkste inkomstenbron van Šolta, wat mede te danken is aan de vruchtbare grond die het eiland kent.

### Toerisme
Het toerisme wordt een steeds belangrijkere factor voor het eiland en werd door de Romeinen al ontdekt door de edelen die hier vertoefden in vroeger tijden en werd Šolta Soletta genoemd.
Plaatsen: Grohote, Gornje Selo, Srednje Selo en Donje Selo. Baaien en havens: Rogač, Nečujam und Stomorska.

### Geschiedenis
Ruïnes van oude villa's zijn hier tevens te vinden op verscheidene plaatsen op het eiland. Uit de middeleeuwen stammen nog enkele kleine oude kerken die op Šolta staan.